# Acropolis rallye 1985

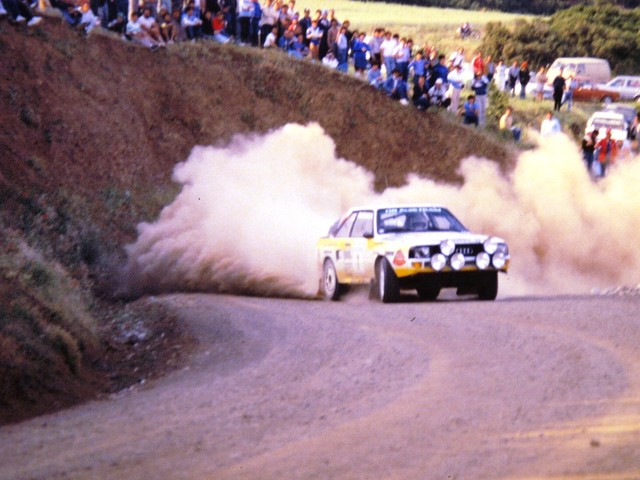
Audi sport Quattro se řidičem Stiqem Blomqistem

Acropolis rallye 1985 byla šestou soutěží mistrovství světa v rallye 1985. Soutěž měřila 808 km ve 47 rychlostních zkouškách. Vítězem byl Timo Salonen s Peugeotem 205 Turbo 16.

## Průběh soutěže
Hned v prvním testu odstupuje Walter Röhrl pro poruchu zavěšení předního kola u jeho vozu Audi Sport Quattro. Kvůli poškozenému řízení musel odstoupit i Ari Vatanen na voze Peugeot 205 T16 E2. Na osmé pozici se držel Shekhar Mehta s vozem Nissan 240 RS. V čele se držel Salonen s Peugeotem a Stig Blomqvist s Audi. Na šestém místě se držel Mike Kirkland s druhým Nissanem a na třetí pozici Andreo Zanussi ve voze Lancia 037 Rally, ale po technických problémech se propadl. Na čtvrtém místě byl Ingvar Carlsson ve voze Mazda RX-7. První místo udržoval Salonen před Blomqvistem. Na čtvrté místo se posunul Mehta. Po třech defektech se Zanussi propadl až na osmou pozici. Zato Carlsson byl už třetí. Na páté pozici byla druhá Mazda, kterou pilotoval Achim Warmbold.
Na prvních třech místech se ustálilo pořadí Salonen, Blomqvist a Carlsson. Čtvrtý jel Mehta a pátý Warmbold. Blomqvist sice Salonenům náskok stáhl, ale stále se před něj nemohl dostat. Třetí se držel Carlsson, na kterého se snažil dotáhnout Mehta. Warmbold se propadl na šesté místo a držel za sebou Kirklanda. Ve skupině A zvítězil Franz Wittmann ve voze Volkswagen Golf II GTI. Celkově byl na deváté pozici.

## Výsledky
1. Timo Salonen, Harjanne - Peugeot 205 T16 E2
2. Stig Blomqvist, Cederberg - Audi Sport Quattro
3. Ingvar Carlsson, Melander - Mazda RX-7
4. Shekhar Mehta, Mehta - Nissan 240 RS
5. Sajid Al-Hajri, Spiller - Porsche 911 SC RS
6. Achim Warmbold, Biche - Mazda RX-7
7. Mike Kirkland, Levitan - Nissan 240 RS
8. Moschous, Vazakas - Nissan 240 RS
9. Franz Wittmann, Ogrisek - Volkswagen Golf II GTI
10. Stratissino, Sassalos - Nissan 240 RS